# Грамон, Луи де
Герцог Луи-Антуан де Грамон (фр. Louis-Antoine de Gramont; 29 мая 1689 — 11 мая 1745, под Фонтенуа), пэр Франции — французский генерал.

## Биография
Второй сын герцога Антуана V де Грамона, маршала Франции, и Мари-Кристины де Ноай.
Первоначально титуловался графом де Л'Эспаром. В январе 1704 поступил на службу мушкетером, кампанию того года проделал в Нидерландах, где французы ничего не предпринимали. Прапорщик в полку Французской гвардии (13.05.1705), продолжил службу в Нидерландах, участвовал в осаде и взятии Юи. Сражался в битве при Рамийи и 30 мая 1706 в качестве кампмейстера получил драгунский полк Грамона, вакантный после смерти прежнего командира д'Обиньи, убитого в этом сражении. Командовал этим полком во Фландрской армии (1707), в битве при Ауденарде и бою при Винандале (1708).
1 января 1709 сменил драгунский полк на полк Бурбонне, который возглавил в чине полковника. Командовал им в битве при Мальплаке, и в 1710—1712 годах во Фландрской армии. В 1712 году участвовал в осадах Дуэ и Ле-Кенуа, в следующем году перешел в Рейнскую армию и служил при осаде и взятии Фрайбурга.
22 октября 1715 был назначен наследником де Сериньяна на посту губернатора Ама. 14 января 1717 получил Пьемонтский полк, от которого отказался после производства в бригадиры (1.02.1719).
В 1720 году, после женитьбы, принял титул графа де Грамона, в 1721 году вступил в должность губернатора Ама. В июле 1727 отказался от полка Бурбонне. Вышел в отставку и 2 февраля 1728 был пожалован в рыцари орденов короля.
Вернулся на службу с началом войны за Польское наследство, 28 августа 1733 получив полк Вермандуа. Кампмаршал (20.02.1734), сложил командование полком. 1 апреля назначен в Рейнскую армию, участвовал в осаде Филиппсбурга. 19 февраля 1735 назначен генеральным директором пехоты, 1 апреля был направлен в Итальянскую армию, участвовал в осадах Гонзаги, Реджоло и Ревере. Вернулся во Францию после заключения мира.
Генерал-лейтенант армий короля (1.03.1738). После смерти старшего брата 16 мая 1741 стал герцогом де Грамоном и пэром Франции. Полковник полка Французской гвардии (19.05.1741), губернатор и генеральный наместник Наварры и Беарна, генеральный наместник и губернатор Байонны и По (22.05.1741), также по смерти брата. Отказался от генеральной дирекции пехоты. 15 марта 1742 был принят в Парламенте в качестве герцога и пэра.
21 августа 1742 назначен во Фландрскую армию маршала Ноая, внес вклад в оборону границы, 16 октября был назначен командовать в Лилле. 1 апреля 1743 назначен в Рейнскую армию того же генерала, сражался в битве при Деттингене, где командовал войсками, перешедшими ложбину на виду у противника, и проявил большое мужество.
1 апреля 1744 направлен в армию короля в Нидерланды, участвовал в осадах и взятии Менена и Ипра, затем двинулся в Эльзас, был в деле под Аугенумом, 28 августа форсировал Рейн во главе 1-й дивизии и отличился при осаде Фрайбурга.
1 апреля 1745 был снова назначен во Фландрскую армию короля. Погиб в начале битвы при Фонтенуа в результате попадания пушечного ядра в бедро.

## Семья

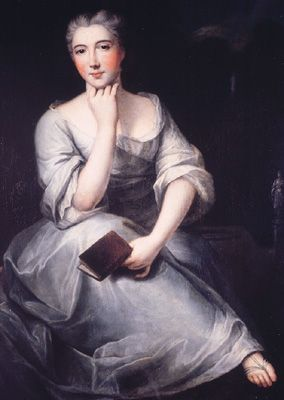
Женевьева де Гонто

Жена (11.03.1720): Женевьева де Гонто (1696—1756), дочь Шарля-Армана де Гонто, герцога де Бирона, маршала Франции, и Мари-Антонины де Ботрю-Ножан
Дети:
- Мари-Кретьенна-Кристина (15.04.1721—1790). Придворная дама королевы Марии Лещинской (25.05.1741). Муж (1732): Ив-Мари де Рекур де Ланс (1707—1743), граф де Рупельмонде, полковник Эльзасского пехотного полка, затем пехотного полка Ангумуа (1734), убит в Германии при отступлении маркиза де Сегюра из Курпфальца
- герцог Антуан-Антонен (19.04.1722—17.04.1801). Жена 1) (1739): Мари-Луиза-Виктуар де Грамон (1723—1756), дочь герцога Луи-Антуана-Армана де Грамона и Луизы-Франсуазы д'Омон де Креван д'Юмьер; 2) (1759): Беатрис де Шуазёль-Стенвиль (1730—1794), дочь Франсуа-Жозефа де Шуазёля, маркиза де Стенвиля, и Мари-Луизы де Бассомпьер

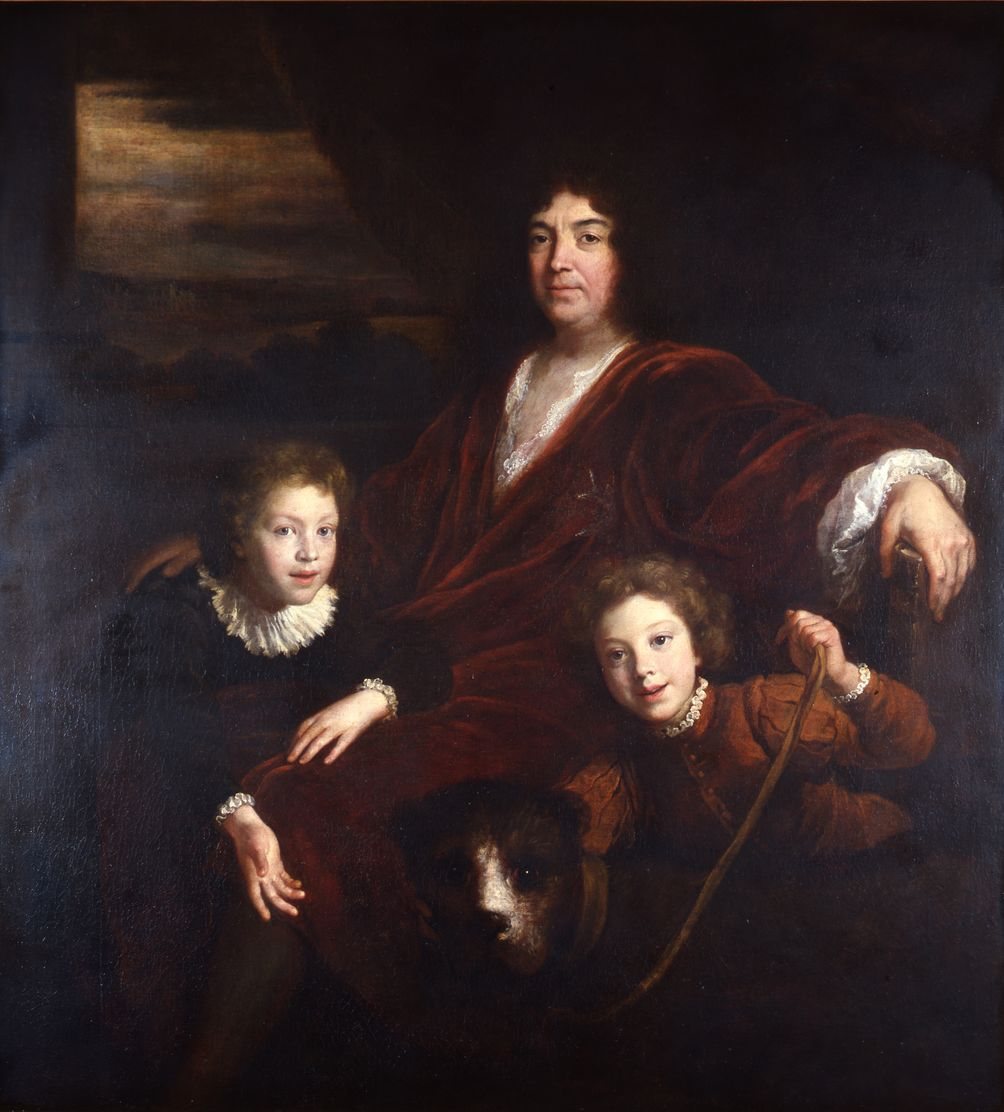
Бон де Булонь Старший. Луи де Грамон с сыновьями

- граф Антуан-Адриен-Шарль (22.07.1726—22.09.1762). Жена (15.05.1748): Мари-Луиза-Софи де Фо, дочь Ги-Этьена-Александра де Фо, маркиза де Гарнето, и Шарлотты-Софи де Соннен